# 1052
Il 1052 (MLII in numeri romani) è un anno bisestile dell'XI secolo.

## Eventi
- Pisa conquista la Corsica e scaccia gli arabi dalla Sardegna che governeranno per 300 anni.
- Matilde di Canossa, dopo varie disavventure, eredita molti territori nell'Italia centrale (dall'Oltrepò Pavese alle Marche, esclusa Firenze, Pisa e lo Stato della Chiesa).

## Nati
- 30 marzo - Giovanni Baldesio, politico italiano († 1128)
- 23 maggio - Filippo I di Francia, re († 1108)
- Adelaide di Savoia, nobile († 1079)
- Corrado II di Baviera, nobile tedesco († 1055)
- Jón Ögmundsson, vescovo cattolico islandese († 1121)

## Morti
- 14 marzo - Emma di Normandia, regina normanna
- 6 maggio - Bonifacio di Canossa, nobile (n. 985)
- 3 giugno - Guaimario IV di Salerno, principe
- 19 giugno - Fan Zhongyan, politico, scrittore e poeta cinese (n. 989)
- 30 agosto - San Pietro l'eremita
- 2 settembre - Ibn Butlan, medico arabo (n. 1001)
- 29 settembre - Sweyn Godwinson, nobile anglosassone
- 20 novembre - Ugo II di Ponthieu, nobile francese
- 14 dicembre - Aaron, abate e teorico della musica tedesco
- Alinardo, arcivescovo francese (n. 990)
- Božena di Boemia, principessa boema
- Giorgio II di Alessandria, arcivescovo ortodosso egiziano
- Guglielmo I di Besalú, conte
- Oddone di Auxerre, monaco cristiano e abate francese
- Pandolfo di Capaccio, nobile longobardo
- Pandolfo III di Salerno, principe longobardo
- Vladimir II di Novgorod, principe (n. 1020)

## Calendario
| Calendario 1052 | Calendario 1052 | Calendario 1052 | Calendario 1052 | Calendario 1052 | Calendario 1052 | Calendario 1052 | Calendario 1052 | Calendario 1052 | Calendario 1052 | Calendario 1052 | Calendario 1052 | Calendario 1052 | Calendario 1052 | Calendario 1052 | Calendario 1052 | Calendario 1052 | Calendario 1052 | Calendario 1052 | Calendario 1052 | Calendario 1052 | Calendario 1052 | Calendario 1052 | Calendario 1052 | Calendario 1052 | Calendario 1052 | Calendario 1052 | Calendario 1052 | Calendario 1052 | Calendario 1052 | Calendario 1052 | Calendario 1052 | Calendario 1052 |
| --------------- | --------------- | --------------- | --------------- | --------------- | --------------- | --------------- | --------------- | --------------- | --------------- | --------------- | --------------- | --------------- | --------------- | --------------- | --------------- | --------------- | --------------- | --------------- | --------------- | --------------- | --------------- | --------------- | --------------- | --------------- | --------------- | --------------- | --------------- | --------------- | --------------- | --------------- | --------------- | --------------- |
|                 | 1               | 2               | 3               | 4               | 5               | 6               | 7               | 8               | 9               | 10              | 11              | 12              | 13              | 14              | 15              | 16              | 17              | 18              | 19              | 20              | 21              | 22              | 23              | 24              | 25              | 26              | 27              | 28              | 29              | 30              | 31              |                 |
| Gennaio         | Me              | Gi              | Ve              | Sa              | Do              | Lu              | Ma              | Me              | Gi              | Ve              | Sa              | Do              | Lu              | Ma              | Me              | Gi              | Ve              | Sa              | Do              | Lu              | Ma              | Me              | Gi              | Ve              | Sa              | Do              | Lu              | Ma              | Me              | Gi              | Ve              |                 |
| Febbraio        | Sa              | Do              | Lu              | Ma              | Me              | Gi              | Ve              | Sa              | Do              | Lu              | Ma              | Me              | Gi              | Ve              | Sa              | Do              | Lu              | Ma              | Me              | Gi              | Ve              | Sa              | Do              | Lu              | Ma              | Me              | Gi              | Ve              | Sa              |                 |                 |                 |
| Marzo           | Do              | Lu              | Ma              | Me              | Gi              | Ve              | Sa              | Do              | Lu              | Ma              | Me              | Gi              | Ve              | Sa              | Do              | Lu              | Ma              | Me              | Gi              | Ve              | Sa              | Do              | Lu              | Ma              | Me              | Gi              | Ve              | Sa              | Do              | Lu              | Ma              |                 |
| Aprile          | Me              | Gi              | Ve              | Sa              | Do              | Lu              | Ma              | Me              | Gi              | Ve              | Sa              | Do              | Lu              | Ma              | Me              | Gi              | Ve              | Sa              | Do              | Lu              | Ma              | Me              | Gi              | Ve              | Sa              | Do              | Lu              | Ma              | Me              | Gi              |                 |                 |
| Maggio          | Ve              | Sa              | Do              | Lu              | Ma              | Me              | Gi              | Ve              | Sa              | Do              | Lu              | Ma              | Me              | Gi              | Ve              | Sa              | Do              | Lu              | Ma              | Me              | Gi              | Ve              | Sa              | Do              | Lu              | Ma              | Me              | Gi              | Ve              | Sa              | Do              |                 |
| Giugno          | Lu              | Ma              | Me              | Gi              | Ve              | Sa              | Do              | Lu              | Ma              | Me              | Gi              | Ve              | Sa              | Do              | Lu              | Ma              | Me              | Gi              | Ve              | Sa              | Do              | Lu              | Ma              | Me              | Gi              | Ve              | Sa              | Do              | Lu              | Ma              |                 |                 |
| Luglio          | Me              | Gi              | Ve              | Sa              | Do              | Lu              | Ma              | Me              | Gi              | Ve              | Sa              | Do              | Lu              | Ma              | Me              | Gi              | Ve              | Sa              | Do              | Lu              | Ma              | Me              | Gi              | Ve              | Sa              | Do              | Lu              | Ma              | Me              | Gi              | Ve              |                 |
| Agosto          | Sa              | Do              | Lu              | Ma              | Me              | Gi              | Ve              | Sa              | Do              | Lu              | Ma              | Me              | Gi              | Ve              | Sa              | Do              | Lu              | Ma              | Me              | Gi              | Ve              | Sa              | Do              | Lu              | Ma              | Me              | Gi              | Ve              | Sa              | Do              | Lu              |                 |
| Settembre       | Ma              | Me              | Gi              | Ve              | Sa              | Do              | Lu              | Ma              | Me              | Gi              | Ve              | Sa              | Do              | Lu              | Ma              | Me              | Gi              | Ve              | Sa              | Do              | Lu              | Ma              | Me              | Gi              | Ve              | Sa              | Do              | Lu              | Ma              | Me              |                 |                 |
| Ottobre         | Gi              | Ve              | Sa              | Do              | Lu              | Ma              | Me              | Gi              | Ve              | Sa              | Do              | Lu              | Ma              | Me              | Gi              | Ve              | Sa              | Do              | Lu              | Ma              | Me              | Gi              | Ve              | Sa              | Do              | Lu              | Ma              | Me              | Gi              | Ve              | Sa              |                 |
| Novembre        | Do              | Lu              | Ma              | Me              | Gi              | Ve              | Sa              | Do              | Lu              | Ma              | Me              | Gi              | Ve              | Sa              | Do              | Lu              | Ma              | Me              | Gi              | Ve              | Sa              | Do              | Lu              | Ma              | Me              | Gi              | Ve              | Sa              | Do              | Lu              |                 |                 |
| Dicembre        | Ma              | Me              | Gi              | Ve              | Sa              | Do              | Lu              | Ma              | Me              | Gi              | Ve              | Sa              | Do              | Lu              | Ma              | Me              | Gi              | Ve              | Sa              | Do              | Lu              | Ma              | Me              | Gi              | Ve              | Sa              | Do              | Lu              | Ma              | Me              | Gi              |                 |